# André Kuipers (korfballer)
André Kuipers (Leeuwarden, 21 oktober 1981) is een Nederlands voormalig korfballer en huidig korfbalcoach. Als speler werd hij meervoudig Nederlands kampioen.
Hij speelde 10 seizoenen in de Korfbal League. Zijn grootste successen beleefde hij als speler van DOS'46, maar hij eindigde zijn carrière bij Koog Zaandijk. Ook was Kuipers een onderdeel van het Nederlands korfbalteam, waarmee hij verschillende medailles heeft gewonnen.

## Carrière als Speler

### Begin en DOS'46
Kuipers begon met korfbal bij CSL. Daar doorliep hij de jeugdteams totdat hij in 2001, op 20-jarige leeftijd van club veranderde en ging spelen bij het grotere DOS'46 uit Nijeveen.
In zijn eerste seizoen bij de club won hij de prijs "Talent van het Jaar".
Kuipers speelde van 2002 t/m 2012 bij DOS'46 en pakte met de ploeg 4 Nederlandse titels en 3 Europese titels.
Dit hadden er meer kunnen zijn, want de zaalfinale van seizoen 2004-2005 werd verloren van PKC met 21-11 en ook de zaalfinale van 2007-2008 ging verloren.
In de zaalfinales van 2006, 2007 en 2009 was het echter wel raak en werd DOS'46 Nederlands kampioen.
In de veldcompetitie werd DOS'46 kampioen in seizoen 2006-2007.

### Koog Zaandijk
In 2012 verruilde Kuipers van club en sloot zich aan bij Koog Zaandijk. Hij speelde hier 4 seizoenen t/m 2016 en won 2 Nederlandse titels en 2 Europese titels.
Kuipers stopte in 2016 als speler en was met zijn 4 zaaltitels en 2 veldtitels en 5 Europese titels 1 van de meest succesvolle Nederlandse spelers.

## Erelijst
Bij DOS'46:
- Nederlands kampioen (zaal) 3x - 2005/06, 2006/07, 2008/09
- Nederlands kampioen (veld) 1x - 2006/07
- Winnaar Europa Cup            3x - 2007, 2008, 2010

Bij Koog Zaandijk:
- Nederlands kampioen (zaal) 1x - 2011/12
- Winnaar Europa Cup(zaal)    1x - 2013
- Nederlands kampioen (veld) 1x - 2013/14
- Winnaar SuperCup (veld)      1x - 2014

Individueel
- Korfballer van het jaar    1x - 2005/06
- Talent van het jaar          1x - 2001/02

## Oranje
Kuipers was van 2005 t/m 2011 speler van het Nederlands korfbalteam onder bondscoach Jan Sjouke van den Bos. Hij speelde 50 officiële interlands en won goud op de volgende internationale toernooien:
- World Games 2005
- EK 2006
- WK 2007
- World Games 2009
- EK 2010
- WK 2011

## Statistieken
| Naam          | KL seizoenen | Wedstrijden | Goals | Gemiddeld | Rebounds | Strafworpen |
| ------------- | ------------ | ----------- | ----- | --------- | -------- | ----------- |
| Andre Kuipers | 10           | 153         | 791   | 5,2       | 887      | 234         |

## Carrière als Trainer

### DSC, Eindhoven
In 2016, toen Kuipers was gestopt als speler, werd hij coach. Zijn eerste klus als hoofdcoach was bij DSC uit Eindhoven. In dat jaar was DSC in de zaalcompetitie net naar de Korfbal League gepromoveerd en de taak was aan Kuipers om de ploeg daar te handhaven.
In seizoen 2016-2017 werd DSC 9e in de competitie en moest play-downs spelen. Tegenstander was Avanti en DSC verloor de serie in 2 wedstrijden, waardoor DSC degradeerde naar de Hoofdklasse.
In de hoofdklasse in seizoen 2017-2018 lukt het DSC niet om in de play-offs te komen. De ploeg werd middenmoter.

### HKC
In 2018, na 2 seizoenen bij DSC verruilde Kuipers van club en werd assistent coach bij HKC. De ploeg speelde Overgangsklasse en in seizoen 2018-2019 werd er gepromoveerd naar de Hoofdklasse. In seizoen 2019-2020 versterkte HKC zich met een aantal PKC spelers zoals Nadhie den Dunnen en Danny den Dunnen. Echter lukte het de ploeg niet om te promoveren naar de Korfbal League. Na 2 seizoenen bij HKV stopte Kuipers als coach van het 1e team.

### KVS
In 2021 werd Kuipers de nieuwe hoofdcoach van het Scheveningse KVS. Hij verving hier het vertrekkend coachingsduo Jesper Zorn en Marcel van Dijk.
In 2023 stopte hij bij de club.